# Алонсо де Охеда
Алонсо де Охеда (на испански: Alonso de Ojeda) е испански конкистадор, пътешественик изследовател, един от първите завоеватели на Америка, както и първият значим испански откривател след Колумб.

## Произход и младежки години (1466 – 1493)
Роден е около 1466 година в Куенка, Кастилия-Ла Манча, Испания. Произлиза от обедняло благородническо семейство. Започва кариерата си със служба при графовете на Медина-Сидония.

## Участие във второто плаване на Христофор Колумб (1493 – 1496)
Благодарение на патронажа на Хуан Родригес де Фонсека, архиепископ на Бургос, Де Охеда се включва във втората експедиция на Христофор Колумб до Новия свят през 1493 г., в която се отличава в битките с туземците. Експедицията открива Малките Антилски острови, Пуерто Рико, Ямайка, южния бряг на Куба и завоюва Испаньола.
По време на пребиваването си на остров Хаити през 1494 г. пръв прониква в централните части на острова и открива златни находища и донася новината, че вътрешните части на острова са гъсто населени. Връща се в Испания в 1496 г.

## Откриване северното крайбрежие на Венецуела (1499 – 1500)
След като през 1499 г. испанската корона премахва монопола на Колумб върху плаванията към „Западните Индии“ Охеда организира собствена експедиция, финансирането на която най-вероятно е осъществено от флорентински банкери – това е възможната причина и за присъствието сред 60-те членове на екипажа на Америко Веспучи. Сред тях е и авторът на най-старата известна карта на Америка – космографът Хуан де ла Коса. Две каравели напускат пристанището на Кадис на 18 май 1499 и около средата на юни достигат до Южна Америка приблизително на 1000 км югоизточно от устието на Ориноко. Корабите завиват на северозапад и Охеда открива брега на Гвиана от 54º до 60º з.д. (делтата на Ориноко).
Експедицията продължава на запад покрай брега на Венецуела от 66º до 72º 10` з.д. – нос Ла Вела. Открива залива Тристе (10°45′ с. ш. 68°15′ з. д. / 10.75° с. ш. 68.25° з. д.), остров Кюрасао (961 км2, 12°10′ с. ш. 69°00′ з. д. / 12.166667° с. ш. 69° з. д.), остров Аруба (193 км2, 12°30′ с. ш. 70°00′ з. д. / 12.5° с. ш. 70° з. д.), п-ов Парагуана (9 август, 11°55′ с. ш. 70°00′ з. д. / 11.916667° с. ш. 70° з. д.), Венецуелския залив (9 август), лагуната Маракайбо (24 август, 9°50′ с. ш. 71°30′ з. д. / 9.833333° с. ш. 71.5° з. д.) и полуостров Гуахира (1 септември, 12°00′ с. ш. 71°40′ з. д. / 12° с. ш. 71.666667° з. д.). В лагуната Маракайбо испанците откриват многолюдно индианско селище, построено във водата на колове, което наподобява Венеция и в тази връзка Охеда назовава целия залив Венецуела (на испански „Малка Венеция“), което название по-късно се разпространява на целия северен бряг на Южна Америка.
В средата на септември провизиите са на привършване и Охеда се отправя към остров Испаньола, където има спречкване с поддръжниците на Христофор Колумб. При връщането си в Испания през юли 1500 г. Охеда отвежда в Европа над 200 туземци, които пленява на Бахамските о-ви по време на наказателна операция и ги продава като роби, което в известна степен покрива разходите по експедицията.

## Първа испанска колония в Южна Америка и смърт на Охеда (1502 – 1515)
В Испания Де Охеда организира нова експедиция, която тръгва от Кадис през 1502 и акостира на Американския континент на място, наречено Санта Крус. Тук експедицията основава колония, която обаче скоро е ликвидирана, тъй като е в нарушение на папската була, разделяща света между Португалия и Испания. При завръщането си в Испания Де Охеда е осъден да плати голяма глоба, но при обжалването е оправдан.
Де Охеда отново заминава за Испаньола, където се намира Хуан де ла Коса. От там той моли правителството за разрешение за основаване на колония на материка между Кабо де Вела и залива Ураба. След получаването на разрешение се връща в Испания и организира трета, последна експедиция през 1509 г. с четири кораба и 300 моряци и войници. В експедицията му участва Франсиско Писаро, бъдещият покорител на Перу. Начело на флотилията, Охеда отплува от Испаньола, за да влезе във владение като губернатор на Нова Андалусия – територията между залива Ураба и полуостров Гуахира. Акостира в близост до съвременния град Картахена със 70 души, за да залови индианци за роби. В разразилата се схватка с туземците испанците са избити, като се спасяват само Де Охеда и още един войник. Въпреки всичко Де Охеда получава подкрепления от Испаньола и през 1510 г. основава колонията Сан Себастиан. В новосъздадената колония липсват продоволствия и бойни припаси и сред испанците започва брожение. Охеда с жестоки мерки поддържа дисциплината – на един дворянин отсича главата; обикновените моряци и войници беси, жигосва с нажежено желязо, наказва с бой с камшици, реже езици и пръсти.
Част от робите и златото, заграбено от индианците, Охеда изпраща в Испаньола, за да получи помощ. В колонията обаче пристига само кораб с шайка пирати и малко провизии. След като обменя своите богатства за хранителни припаси, Охеда с пиратите се отправя за Куба, където тогава все още няма испански гарнизони. Боейки се от бесило, пиратите изоставят кораба и се прехвърлят на остров Ямайка, а Охеда с празни джобове пристига на Испаньола. Не му се удава да събере средства за нова експедиция и умира в пълна нищета на острова през 1515 г.

## Хипотеза за български произход
Съществува хипотеза за българския произход на Алонсо де Охеда, която е напълно отхвърлена в сериозната българска историография. Хипотезата е развита от дипломата и любител историк Иван Димитров в няколко публикации през 80-те години и периодично се появява в жълтата преса оттогава. Според Димитров Де Охеда всъщност е Драган от Лихнида (Охрид), който кръщава с български топоними свои открития (според открита от самия Димитров карта) и по свое желание е погребан под прага на малка църква, „та всеки да тъпче един клетник, който не е изпълнил дълга си към Отечеството“.